# Санта-Ана-ла-Реаль
Санта-Ана-ла-Реаль (ісп. Santa Ana la Real) — муніципалітет в Іспанії, у складі автономної спільноти Андалусія, у провінції Уельва. Населення — 493 особи (2010).
Муніципалітет розташований на відстані близько 380 км на південний захід від Мадрида, 70 км на північ від Уельви.
На території муніципалітету розташовані такі населені пункти: (дані про населення за 2010 рік)
- Ла-Корте: 153 особи
- Фуенте-дель-Оро: 6 осіб
- Ла-Преса: 12 осіб
- Санта-Ана-ла-Реаль: 322 особи

## Демографія
Динаміка населення (INE ):